# لی بینگجیه
لی بینگجیه (انگلیسی: Li Bingjie؛ زادهٔ ۳ مارس ۲۰۰۲) شناگر اهل چین است.
وی در مسابقات کشوری و بین‌المللی در مجموع برندهٔ ۳ مدال طلا، ۵ مدال نقره، ۳ مدال برنز شده‌است.